# Atoporhis
Atoporhis es un género de coleópteros de la familia Anthribidae.

## Especies
Contiene las siguientes especies:
- Atoporhis asemus Jordan, 1933
- Atoporhis plastus Jordan, 1933